# Salvatore Viganò
Salvatore Viganò (Napoli, 25 marzo 1769 – Milano, 10 agosto 1821) è stato un ballerino, coreografo e compositore italiano.
Figlio di Onorato Viganò (Milano 6 settembre 1739 - Venezia 1811) e di Maria Ester Boccherini (Lucca 23 luglio 1740 - post 1782); figlio d'arte, studiò danza con il padre, grande coreografo del tempo, debuttando nei suoi balletti. 

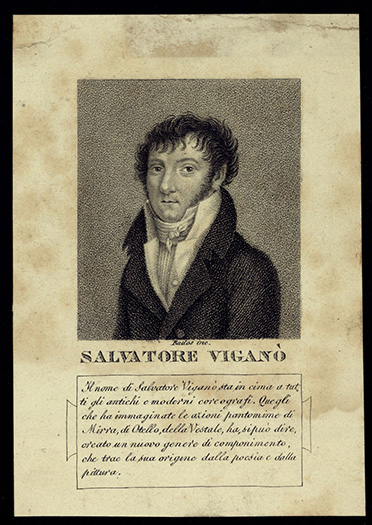
Ritratto di Salvatore Viganò, ballerino (1769-1821).
Archivio Storico Ricordi

Studiò anche composizione con lo zio, il grande compositore Luigi Boccherini, fratello della madre, e a metà del 1780 componeva già musica originale. Nel 1788 fece la prima apparizione come danzatore sul palcoscenico di Venezia. Ballò durante i festeggiamenti per l'incoronazione di Carlo IV di Spagna nel 1789. Diventò allievo del danzatore e coreografo francese Jean Dauberval. Nel 1791 lui e sua moglie, la danzatrice spagnola Maria Medina (Vienna 1765 - Parigi 8 aprile 1833), ottennero un notevole successo in coppia danzando a Venezia, dove egli coreografò il suo primo balletto  Raoul de Créqui. Fu nominato Maître de ballet a Vienna e collaborò con Beethoven nel balletto Le creature di Prometeo. Ritornò in Italia nel 1804 e divenne Maître de ballet alla Scala a Milano. Il periodo italiano fu fecondo e Viganò creò molte coreografie.

## Il coreodramma

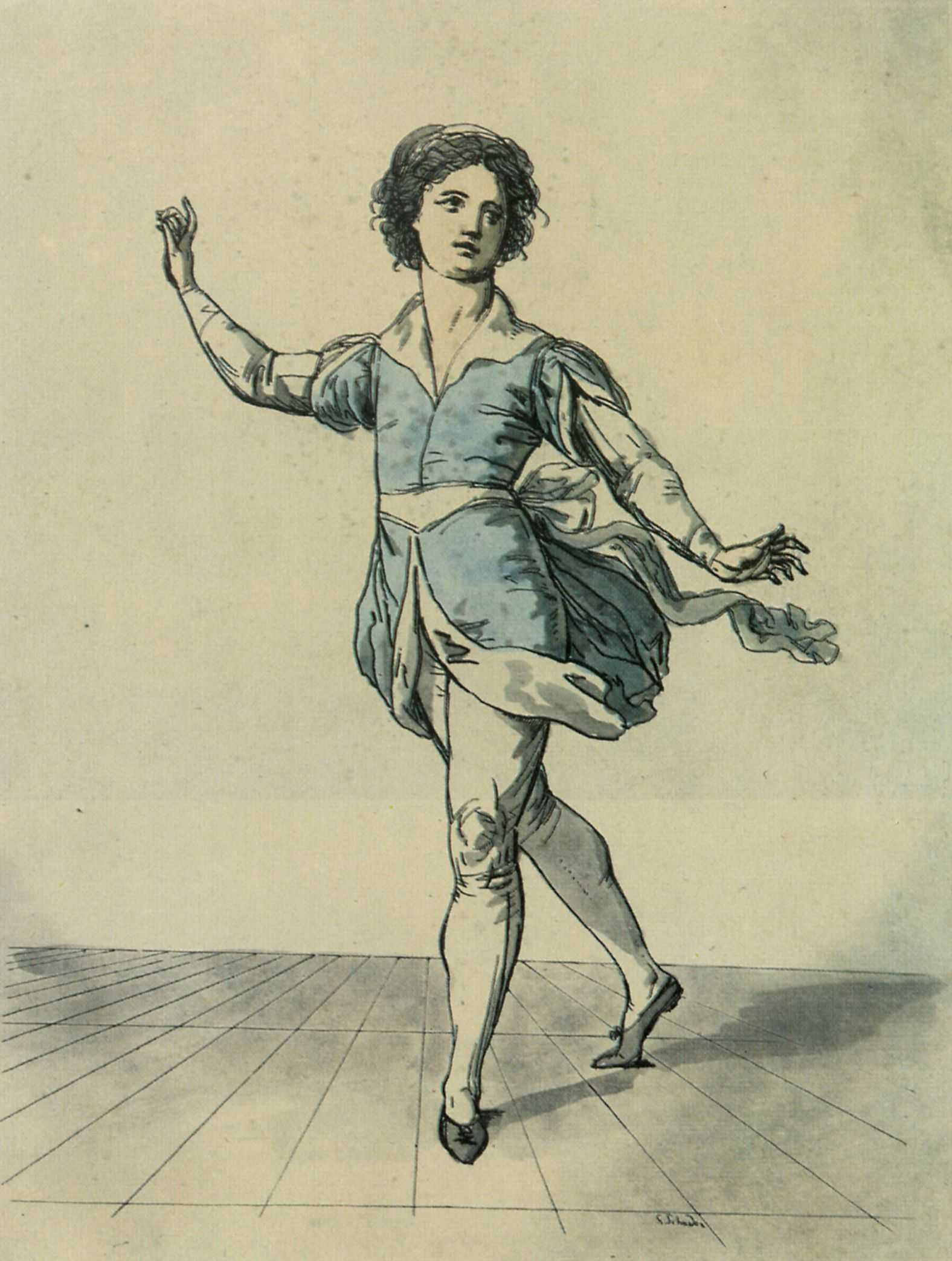
Viganò in un disegno di Johann Gottfried Schadow (1797 circa)

Viganò si colloca sulla scia innovatrice iniziata da Noverre con la concezione unitaria del "ballet d'action". Viganò è considerato il padre del coreodramma, balletto in cui le masse e la coralità hanno il predominio sugli assoli e i pas de deux (come ad esempio nel Prometeo) e in cui la pantomima è integrata nella danza e non separata da essa come era stato fino ad allora. Sua personale è la creazione di un ballo epico come fu per i I Titani, uno degli ultimi suoi balletti, che ottenne un successo enorme alla sua rappresentazione alla Scala di Milano.  Il nuovo modo di lavorare richiedeva nuovi ballerini, con una diversa preparazione e una capacità di muoversi da un ruolo ad un altro. Le coreografie richiedevano lunghi periodi di prove ed una attenta preparazione. Viganò contribuì alla nascita del corpo di ballo de La Scala. I suoi balletti si avvalevano delle fastose scenografie di Alessandro Sanquirico e potevano contare su bravissime ballerine, una fra tutte Antonietta Pallerini.
Fu molto ammirato da Stendhal che disse di lui: «La più bella tragedia di Shakespeare non produce su di me la metà dell'effetto di un balletto di Salvatore Viganò» (citazione contenuta nel libro Rome, Naples et Florence).
Il Viganò morì a Milano e, dopo i funerali grandiosi celebrati nella chiesa di San Babila, venne sepolto nel cimitero di San Gregorio fuori da Porta Venezia, oggi non più esistente; sulla lapide si poteva leggere la seguente epigrafe:
A SALVATORE VIGANO' / PRINCIPE DE' GOREOPEI / LA FIGLIA E LE SORELLE INCONSOLABILI  / NACQUE IN NAPOLI AI 24 MZO 1769 / FU RAPITO IN MILANO AI 10 AG. 1821 / IN MEZZO ALL'UNIVERSALE COMPIANTO. La figlia Elena collocò nella Certosa di Bologna un ritratto in marmo, opera del celebre scultore Lorenzo Bartolini, oggi conservato al Museo della Scala di Milano.
Il monumento commemorativo nel Chiostro III del cimitero monumentale della Certosa di Bologna, voluto dalla figlia Elena e dagli amici, è opera di Giacomo De Maria del 1824 circa.
Il coreodramma morì con il suo creatore, nessuno fu in grado di continuare il lavoro di Viganò.
Dal matrimonio con Maria Medina ebbe una figlia: Elena "Nina" Viganò (20 marzo 1793 - Pisa 24 febbraio 1871) «eccellente suonatrice di pianoforte e cantante lirica», tenne per alcuni anni a Milano un salotto frequentato da Stendhal.

## Maggiori coreografie
- Le creature di Prometeo , (1801) (mus. Ludwig van Beethoven)
- Coriolano, 1804  (mus. Joseph Weigl)
- Gli Strelizzi, (1811 al Teatro alla Scala di Milano)  (musica di autori vari)
- Il noce di Benevento, 1812 (mus. Franz Xaver Süssmayr)
- Il Prometeo, 1813, ballo pantomimico. (mus.  Beethoven, Mozart, Haydn, Viganò)
- Numa Pompilio, 1815
- Mirra, 1817 al Teatro alla Scala di Milano
- Otello, 1818 (musica autori vari quali Gioachino Rossini, Paolo Brambilla e Michele Carafa)
- Dedalo, 1818
- La Vestale, 1818 (musica autori vari) al Teatro alla Scala di Milano
- I Titani, 1819 (mus. Johann Kaspar Aiblinger e Viganò)
- Giovanna d'Arco, 1821 al Teatro alla Scala di Milano
- Didone, 1821. Incompiuto e portato a termine dal fratello Giulio.